# اس‌ام‌اس جی۳۷
اس‌ام‌اس جی۳۷ (به انگلیسی: SMS G37) یک کشتی بود که طول آن 79.5 meters بود. این کشتی در سال ۱۹۱۴ ساخته شد.